# Sigrun Unger
Sigrun Unger ist eine deutsche ehemalige Handballspielerin und Handballtrainerin.

## Vereinskarriere
Sigrun Unger spielte beim TSC Berlin in der höchsten Spielklasse der Deutschen Demokratischen Republik, der Oberliga, sowie bei der BSG EAW Treptow in der DDR-Liga.
Mit dem Berliner Team gewann sie zwei Mal den FDGB-Pokal (1979/1980 und 1984/1985).

## Nationalmannschaft
Für die DDR-Nationalmannschaft nahm sie an der Weltmeisterschaft 1986 in den Niederlanden teil und wurde mit dem Team Vierte, wobei sie in einem Spiel eingesetzt wurde und dabei ein Tor erzielte.

## Karriere als Trainerin
Sigrun Unger war als Trainerin bei der SG ASC/VfV Spandau aktiv.